# Cidariophanes lucida
Cidariophanes lucida är en fjärilsart som beskrevs av Paul Dognin 1911. Cidariophanes lucida ingår i släktet Cidariophanes och familjen mätare. Inga underarter finns listade i Catalogue of Life.